# Tramway de Varsovie
Le Tramway de Varsovie est exploité depuis 1866 et compte actuellement 30 lignes.

## Histoire

Carte du réseau de tramway de Varsovie avant 1945.

## Réseau actuel

### Aperçu général
| Ligne | Départ                                           | Arrivée                                |
| ----- | ------------------------------------------------ | -------------------------------------- |
| 1     | Annopol                                          | Banacha                                |
| 2     | Metro Młociny                                    | Nowodwory                              |
| 3     | Annopol                                          | Gocławek                               |
| 4     | Żerań Wschodni                                   | Wyścigi                                |
| 6     | Metro Młociny                                    | Gocławek                               |
| 7     | Kawęczyńska - Bazylika                           | P+R Aleja Krakowska                    |
| 9     | Gocławek / Wiatraczna                            | P+R Aleja Krakowska / Plac Narutowicza |
| 10    | Osiedle Górczewska                               | Wyścigi                                |
| 11    | Cmentarz Wolski / Nowe Bemowo (heures de pointe) | Sielce                                 |
| 13    | Kawęczyńska-Bazylika                             | Cmentarz Wolski                        |
| 14    | Banacha                                          | Miasteczko Wilanów                     |
| 15    | Marymont - Potok                                 | P+R Aleja Krakowska                    |
| 16    | Piaski                                           | Miasteczko Wilanów                     |
| 17    | Tarchomin Kościelny / Winnica                    | PKP Służewiec                          |
| 18    | Żerań FSO                                        | PKP Służewiec                          |
| 20    | Boernerowo                                       | Żerań FSO                              |
| 22    | Wiatraczna                                       | Piaski                                 |
| 23    | Czynszowa                                        | Nowe Bemowo                            |
| 24    | Gocławek                                         | Nowe Bemowo                            |
| 25    | Banacha                                          | Annopol                                |
| 26    | Metro Młociny                                    | Wiatraczna                             |
| 27    | Metro Marymont                                   | Cmentarz Wolski                        |
| 28    | Dworzec Wschodni (Kijowska)                      | Osiedle Górczewska                     |
| 31    | Metro Wierzbno                                   | PKP Służewiec                          |
| 33    | Kielecka                                         | Metro Młociny                          |
| 36    | Metro Marymont                                   | Plac Narutowicza                       |

### Matériel roulant
| Image | Modèle                         | Années de production                    | Nombre |
| ----- | ------------------------------ | --------------------------------------- | ------ |
|       | Konstal 105Na                  | 1979[réf. nécessaire] - 2001            | 388    |
|       | HCP 123N                       | 2006 - 2007                             | 30     |
|       | Konstal 112/Konstal 116N/116Na | 1995 / 1998 - 2000                      | 1+29   |
|       | PESA 120N/PESA 120Na           | 2007 – 2010(120N) / 2010 - 2013 (120Na) | 15+186 |
|       | PESA 128N/PESA 134N            | 2014 - 2015                             | 50+30  |

En avril 2013, une commande de 45 tramways est passée auprès de PESA. La commande porte sur des rames Swing Duo bidirectionnelles avec un début de livraison en 2014.
En octobre 2013, 30 rames supplémentaires sont commandées auprès de PESA mais il s'agit cette fois-ci des rames Jazz de 20m de long. Les livraisons sont prévues durant l'année 2015.